# Bellevue (Washington)
Bellevue je grad u istočnom dijelu okruga King, američke savezne države Washington. Kao najveće predgrađe grada Seattle, karakteriziran je po nazivu "satelitski grad". Prema popisu stanovništva iz 2010. u njemu je živjelo 122.363 stanovnika.
Prije 2008, centar grada Bellevue je prošao kroz značajne promjene, uključujući gradnju visokih projekata te nije znatno bio pod uticajem ekonomskog pada. Trenutno je najveći centar grada u saveznoj državi Washington s preko 35,000 poslodavaca i 5,000 stanovnika. Po plaćama stanovnika, Bellevue je 6. od 522 zajednica u Washington-u. 2008. godine, Bellevue je imenovan kao najbolje mjesto za život i pokretanje posla na CNNMoney popisu, a 2010. godine je ponovno rangiran na četvrto "najbolje mjesto za život" u Americi. Ime "Bellevue" je francuska riječ za "prekrasan pogled".